# Mars Hill-Blaine
Pour les articles homonymes, voir Mars Hill et Mars.
Mars Hill-Blaine est une ville située dans l’État américain du Maine, dans le comté d’Aroostook. 